# 화성로
화성로(Hwaseong-ro)는 경기도 화성시 서신면 상안2교차로에서 화성시 매송면 천천교차로를 잇는 도로이다.

## 주요 경유지
경기도
- 화성시 (서신면 . 송산면 . 마도면 . 남양읍 . 비봉면 . 매송면)

## 노선
| 이름                              | 접속 노선                                      | 소재지 | 소재지                                    | 비고                                                 |
| --------------------------------- | ---------------------------------------------- | ------ | ----------------------------------------- | ---------------------------------------------------- |
| 상안2 교차로                      | 마도로                                         | 화성시 | 서신면                                    |                                                      |
| 상안 교차로                       |                                                | 화성시 | 서신면                                    |                                                      |
| 당성터널                          |                                                | 화성시 | 서신면                                    | 지방도 제305호선과 중복 하행 연장 88m 상행 연장 112m |
| 당성터널                          | 송산면                                         | 화성시 |                                           | 지방도 제305호선과 중복 하행 연장 88m 상행 연장 112m |
| 육일 교차로                       | 제부로 백곡로                                  | 화성시 | 지방도 제305호선과 중복                   |                                                      |
| 사강 교차로                       | 송산로                                         | 화성시 | 지방도 제322호선과 중복                   |                                                      |
| 사강시내 사거리                   | 마도북로                                       | 화성시 | 지방도 제322호선과 중복                   |                                                      |
| 사강입구 교차로 (송산마도 나늘목) | 제153호선 평택시흥고속도로                     | 화성시 | 지방도 제322호선과 중복                   |                                                      |
| 삼존리입구 교차로                 | 삼존길                                         | 화성시 | 지방도 제322호선과 중복                   |                                                      |
| 마도 교차로                       | 석교로 송정로                                  | 화성시 | 지방도 제322호선과 중복                   | 마도면                                               |
| 두곡2리 교차로                    | 두곡서길                                       | 화성시 | 지방도 제322호선과 중복                   | 마도면                                               |
| 은장 교차로                       | 쌍송북로                                       | 화성시 | 지방도 제322호선과 중복                   | 마도면                                               |
| 하라문 교차로                     | 마도공단로                                     | 화성시 | 지방도 제322호선과 중복                   | 남양읍                                               |
| 샘터 교차로                       | 남양성지로                                     | 화성시 | 지방도 제322호선과 중복                   | 남양읍                                               |
| 수작이 교차로                     | 국도 제77호선 (남양서로) 남양시장로25번길      | 화성시 | 지방도 제313호선, 지방도 제322호선과 중복 | 남양읍                                               |
| 남양 교차로                       | 송림로                                         | 화성시 | 지방도 제313호선, 지방도 제322호선과 중복 | 남양읍                                               |
| 남양 IC (남양IC교)                | 남양로                                         | 화성시 | 지방도 제313호선, 지방도 제322호선과 중복 | 남양읍                                               |
| 염티고개                          |                                                | 화성시 |                                           | 남양읍                                               |
|                                   |                                                | 화성시 |                                           | 남양읍                                               |
| 양노공단 교차로                   | 현대기아로                                     | 화성시 | 비봉면                                    |                                                      |
| 양로 교차로 (양노 나늘목)         | 비봉매송도시고속도로                           | 화성시 | 비봉면                                    |                                                      |
| 비봉 교차로                       | 양노로                                         | 화성시 | 비봉면                                    |                                                      |
| 비봉IC 교차로 (비봉고가차도)      | 국도 제39호선 (서해로) 제15호선 서해안고속도로 | 화성시 | 비봉면                                    |                                                      |
| 구포교                            |                                                | 화성시 | 비봉면                                    |                                                      |
| 쌍학사거리                        | 구포동길                                       | 화성시 | 비봉면                                    |                                                      |
| 숙곡삼거리                        | 화성로2132번길                                 | 화성시 | 매송면                                    |                                                      |
| 숙곡교                            |                                                | 화성시 | 매송면                                    |                                                      |
| 어천 교차로                       | 국가지원지방도 제98호선 (본오매송로)           | 화성시 | 매송면                                    |                                                      |
| 어천리 교차로                     | 매송로                                         | 화성시 | 매송면                                    | 지방도 제313호선과 중복                              |
| (이름없음)                        | 어사로                                         | 화성시 | 매송면                                    | 지방도 제313호선과 중복                              |
| 51사단삼거리                      |                                                | 화성시 | 매송면                                    |                                                      |
| 매송원평리앞 교차로               | 매봉로 화성로2381번길                          | 화성시 | 매송면                                    |                                                      |
| 천천 교차로                       | 국가지원지방도 제98호선 (매송고색로)           | 화성시 | 매송면                                    |                                                      |

## 주요 건물및 시설

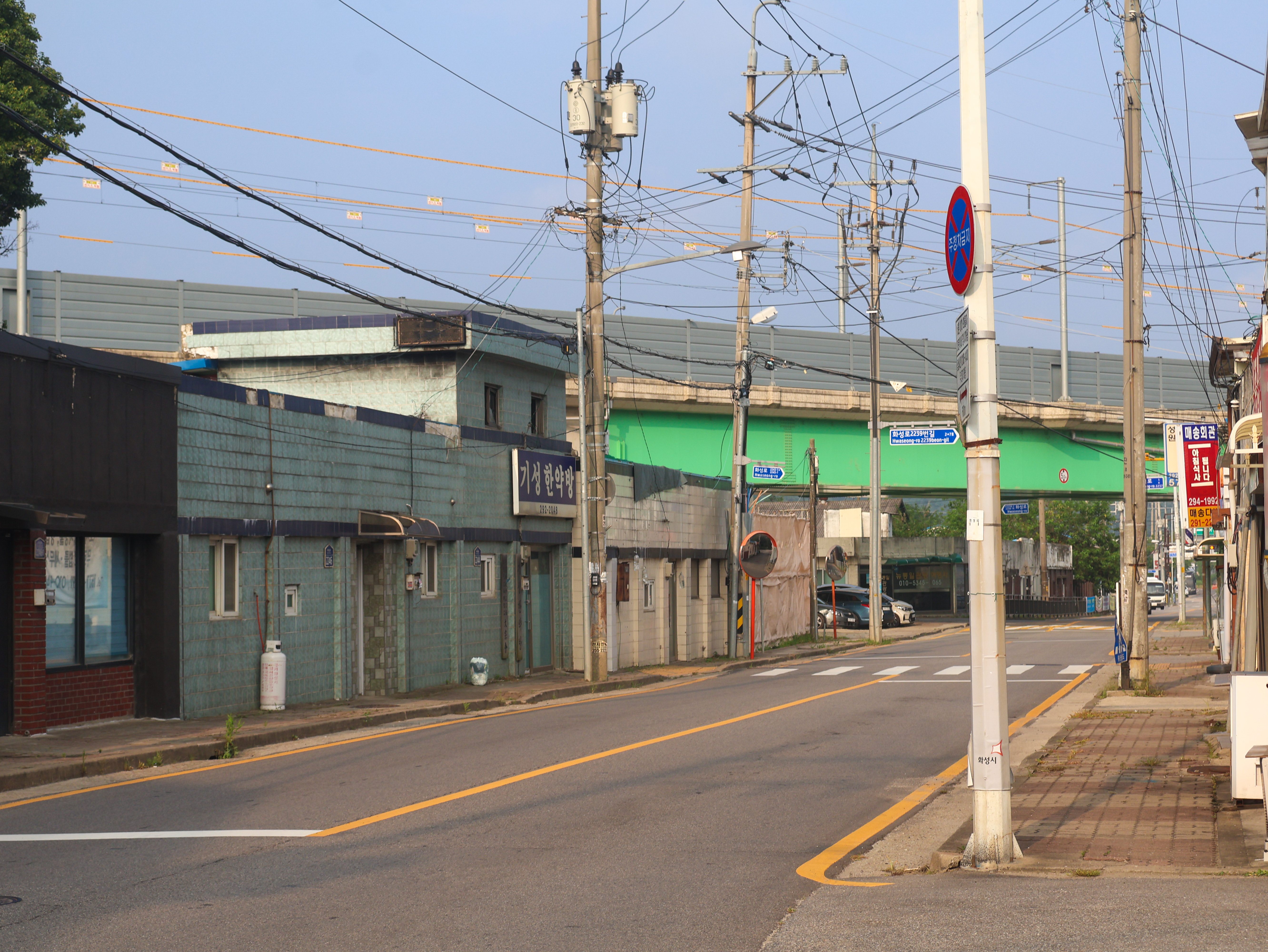
매송면 (2024년 8월)

- SK에너지 삼미상사 화성로셀프주유소 (화성로 246/육일리 610-3)
- GS25 송산화성로점 (화성로 256/육일리 607-2)
- 송산장례문화원 (화성로 284/육일리 412-2)
- S-OIL 뉴화성주유소 (화성로 288/육일리 413-2)
- 이디야커피 화성송상육일리점 (화성로 322/육일리 370-1)
- GS칼텍스 수노을주유소 (화성로 362/사강리 782)
- CU 송산화성로점 (화성로 369/사강리 765-2)
- 이마트24 R송산화성로점 (화성로 396/사강리 728-3)
- 이마트24 송산로드점 (화성로 429/봉가리 396-4)
- 세븐일레븐 사강로드점 (화성로 499/봉가리 195-10)
- CU 화성강추점 (화성로 515/봉가리 220-6)
- HD현대오일뱅크 미소주유소 (화성로 570/슬항리 4-1)
- CU 송산나늘목점 (화성로 585/삼존리 779)
- 쌍용자동차 송산서비스프라자 (화성로 598/삼존리 782)
- GS칼텍스 삼경석유 대경가스충전소 (화성로 618/삼존리 773-1)
- 타이어뱅크 송산점 (화성로 621/삼존리 750-3)
- GS칼텍스 대경석유 송산마도주유소 (화성로 618/삼존리 773-1)
- CU 화성삼존점 (화성로 645/삼존리 769-1)
- SK에너지 지성주유소 (화성로 726/슬항리 220-152)
- CU 화성석교점 (화성로 774/석교리 229-10)
- 농협 마도농협주유소 (화성로 783/두곡리 350-27)
- 미니스톱 화성로점 (화성로 859/두곡리 413)
- GS칼텍스 동양산업 마도주유소 (화성로 873/두곡리 450-4)
- CU 마도로점 (화성로 882/두곡리 452-6)
- SK에너지 꼬끼리 충전소 (화성로 907/두곡리 487-7)
- GS칼텍스 신성주유소 (화성로 930/두곡리 495-4)
- GS칼텍스 남양신도시주유소 (화성로 957/남양리 363-4)
- HD현대오일뱅크 이포에너지 우리주유소 (화성로 995/남양리 371-11)
- 기아오토큐 남양점 (화성로 1115/남양리 192)
- SK에너지 화성허브 셀프주유소 (화성로 1166/남양리 622)
- CU  화성남양로점 (화성로 1219/남양리 1101-5)
- GS칼텍스 한얼에너지 주유소 (화성로 1244/남양리 1120-5)
- S-OIL 뉴시티주유소 (화성로 1286/송림리 220-7)
- S-OIL 뉴시티 충전소 (화성로 1286/송림리 223-2)
- HD현대오일뱅크 삼진에너지 남양충전소 (화성로 1412/북양리 202-5)
- 타이어프로 남양점 (화성로 1416/북양리 202-15)
- S-OIL 북양스타주유소 (화성로 1420/북양리 202-12)
- GS25 남양시티점 (화성로 1468/북양리 55-4)
- 알뜰 신기알뜰주유소 (화성로 1472/북양리 55-5)
- GS칼텍스 신영광 셀프주유소 (화성로 1515/북양리 25)
- SK에너지 강남주유소 (화성로 1554/양노리 645-4)
- HD현대오일뱅크 직영  비봉현대 주유소 (화성로 1589-1/양노리 637-1)
- SK에너지 뉴타운주유소 (화성로 1589/양노리 637-5)
- CU 비봉프리미엄점 (화성로 1626/양노리 622-5)
- SK에너지 SK행복충전 한일에너지 (화성로 2045/구포리 39)
- GS칼텍스 쌍학주유소 (화성로 2087/구포리 8-5)
- 매송우체국 (화성로 2223/어천리 440-4)
- 매송파출소 (화성로 2249/어천리 426-1)
- GS25 화성원평점 (화성로 2393/원평리 64-5)
- HD현대오일뱅크 새원평주유소 (화성로 2415/원평리 2-7)